# مؤسسه دانش‌بنیان برکت
مؤسسه دانش‌بنیان برکت یکی از بازوهای زیرمجموعه ستاد اجرایی فرمان حضرت امام می‌باشد که در زمینه فناوری‌های نوین و توسعه اقتصاد دانش‌بنیان فعالیت دارد و اهداف خود را ایجاد و گسترش زیست‌بوم و زیرساخت‌های توسعه دانش و فعالیت‌های دانش‌بنیان در کشور بر اساس الگوهای ایرانی اسلامی و اشتغال‌زایی میان جوانان معرفی می‌کند.
طبق گفتهٔ وبسایت این مؤسسه، حجم سرمایه‌گذاری‌های صورت گرفته این مؤسسه، تاکنون بالغ بر ۱ بیلیون و ۳۱۷ میلیارد تومان می‌باشد و ۱۰۹ شرکت و هلدینگ نیز از «هم‌سرمایه گذاران» آنان می‌باشند. حمیدرضا امیری‌نیا مشاور رئیس ستاد اجرایی علت ایجاد این مؤسسه را تحقق اقتصاد دانش‌بنیان توسط همه بخش‌ها و حمایت از آن می‌داند و آن را به عنوان «رکن چهارم» ستاد اجرایی فرمان امام معرفی می‌کند. او همچنین اهمیت بخشیدن به فضای مجازی و حوزه فناوری خصوصاً آی‌تی را از اقدامات این مؤسسه دانسته که تا کنون در ۵۰ طرح از ۶۰۰ طرح بررسی شده، سرمایه‌گذاری نموده است. وزارت خزانه‌داری آمریکا در ۱۳ ژانویه ۲۰۲۱ این مؤسسه را در لیست تحریم‌ها قرار داد.

## فعالیت‌ها

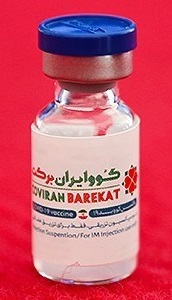
تولیدکننده نخستین واکسن ایرانی کرونا (کوو ایران برکت)

طبق گزارش منتشر شده در اواخر سال ۹۷، مؤسسه دانش‌بنیان برکت شامل ۱۷ شرکت نوپا می‌شود که هریک در حال تولید یک سخت‌افزار هستند، که ۴ تیم با گذر از فرایند شتابدهی و جذب سرمایه برای ورود به بازار کسب‌وکارهای نوپا و شرکت‌های دانش بنیان شده‌اند که از آن جمله می‌توان به محصول دستگاه اکسیژن‌ساز خانگی اشاره کرد که تا ۳۰ درصد ارزانتر از مشابه خارجی آن قیمت گذاری شده است. همچنین این مؤسسه طی دو سال، در بیش از ۴۰ طرح دانش‌بنیان در استان‌های مختلف کشور از جمله تهران، اصفهان، قم سرمایه‌گذاری و مشارکت کرده است.
به گفته محمد مخبر، در ذیل مؤسسه دانش بنیان برکت، شش صندوق سرمایه‌گذاری خطرپذیر راه اندازی شده که سرمایه سه صندوق آن ۱۰۰ میلیارد تومان است. همچنین گزارش شده است حدود ۲۰۰ متخصص در سطح پی‌اچ‌دی با سن کمتر از ۳۰ سال در این مؤسسه مشغول فعالیت هستند.
مرکز نوآوری مانا به عنوان اولین مرکز نوآوری تخصصی بانوان در کشور با حمایت مؤسسه دانش‌بنیان برکت و معاونت علمی و فناوری ریاست جمهوری در دانشگاه علم و صنعت ایران در شهریور سال ۱۳۹۸ به منظور افزایش تعامل و همکاری بانوان در فعالیت‌های کارآفرینی و نوپا و استانداردسازی فضای مورد نیاز مادران در محیط‌های کار راه اندازی شد. همچنین توان‌افزایی و توانمندسازی بانوان برای افزایش تعداد مدیران زن در شرکت‌های نوپا و دانش‌بنیان از جمله اهداف دیگر تأسیس این مرکز عنوان شده است. محمد مخبر، رئیس ستاد اجرایی فرمان امام در مراسم افتتاحیه این مرکز گفت مرکز نوآوری بانوان علاوه بر دانشگاه علم و صنعت در ۵ استان دیگر راه اندازی می‌شود و این نوع مراکز خاص ایران نیست، بلکه در ام‌آی‌تی و هاروارد هم اقدام به راه اندازی چنین مرکزی شده است.
در آذر ۹۵ رئیس هیئت مدیره مؤسسه دانش‌بنیان برکت از شروع به فعالیت ۱۰۰ فارغ‌التحصیل برتر دانشگاه‌های کشور در این مؤسسه خبر داد. از دیگر فعالیت‌های این مؤسسه، انجام فراخوان جذب طرح‌ها برای سرمایه‌گذاری در حوزه جلبک، ارائه تسهیلات ویژه آموزشی برای معلمان و دانش‌آموزان مناطق محروم در دوران کرونایی، و انجام دیگر فعالیت‌ها می‌باشد.
در اردیبهشت ۱۴۰۱، سامانه ویژه آموزش مهارت‌محور با ارائه دوره‌های آموزشی و تسهیلات قرض‌الحسنه، توسط مؤسسه دانش‌بنیان برکت با هدف رفع بیکاری فارغ‌التحصیلان دانشگاهی راه‌اندازی شد.

### تحریم
وزارت خزانه‌داری آمریکا در ۱۳ ژانویه ۲۰۲۱ مؤسسه دانش بنیان برکت را تحریم کرد و به لیست «شهروندان ویژه برگزیده» (اس‌دی‌ان) اضافه کرد. استیون منوشن، وزیر خزانه‌داری آمریکا، گفت: «این مؤسسه‌ها طبقه خواص [حکومت] ایران را قادر می‌کنند که یک نظام فاسد مالکیت بر بخش‌های بزرگی از اقتصاد ایران را حفظ کنند. ایالات متحده به هدف گرفتن کسانی که ادعا می‌کنند به مردم ایران کمک می‌کنند ولی ثروت خود را افزایش می‌دهند، ادامه می‌دهد.»

## تفاهم نامه‌ها
طبق تفاهم نامه امضا شده در اسفند ۹۷، بین مؤسسه دانش‌بنیان برکت و پژوهشگاه و شبکه آزمایشگاهی دانشگاه آزاد اسلامی، مراکز توسعه فناوری و نوآوری در مناطق مرزی و کم برخوردار در راستای توسعه اشتغال دانش‌بنیان و صادرات محصولات دانش‌بنیان راه اندازی خواهد شد که در گام نخست حداقل در یکی از شهرستان‌های ۹ استان خوزستان، کردستان، آذربایجان غربی، سیستان و بلوچستان، خراسان رضوی، کرمانشاه، لرستان و همچنین دو استان کرمان و چهارمحال بختیاری مراکز نوآوری راه‌اندازی می‌گردد. دانشگاه آزاد اسلامی با اختصاص فضاهای موجود خود و حمایت مدیریتی و راه‌اندازی شرکت‌های نوپا در این پروژه سهیم خواهد بود. مؤسسه دانش‌بنیان برکت نیز متعهد شده با طراحی و اجرا و همچنین سرمایه‌گذاری در شرکت‌های نوپا در راه‌اندازی این مراکز مشارکت کند.
در۱۵ دی ماه ۹۵، به منظور رشد و تجاری‌سازی محصولات مؤسسه دانش‌بنیان برکت از طریق همکاری در تأمین مالی و اعطای تسهیلات از منابع مختلف به شرکت‌های دانش‌بنیان، مشارکت در فعالیت‌های دانش‌بنیان، مشارکت در پروژه‌های میکروفاینانس و Fintech و مساعدت‌های فنی و عملیاتی مرتبط با فعالیت‌های گروه مالی پارسیان، تفاهم‌نامه‌ای بین این دو نهاد منعقد شد.

## شراکت راهبردی

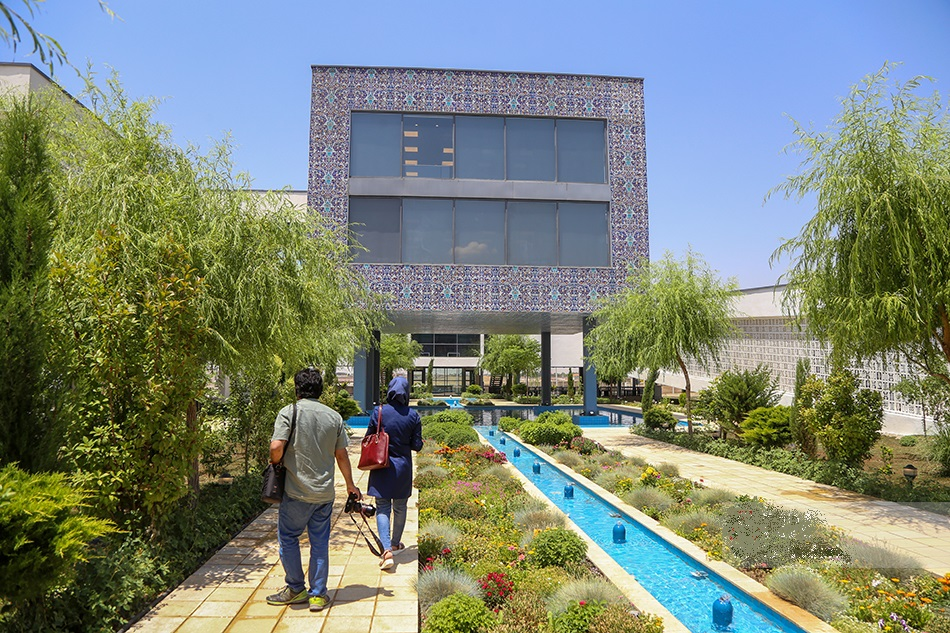
گروه دارویی برکت

گروه دارویی برکت شریک راهبردی مؤسسه دانش‌بنیان برکت است، این گروه با هدف توسعهٔ فناوری داروهای خاص و رفع نیازهای اساسی کشور موفق شده است با تجاری‌سازی محصولات دانش‌بنیان سهم مؤثری در بازار این کالای استراتژیک فراهم کند. وجود زیرساخت‌های تحقیقاتی، دانش فنی بروز، محققان و … در مجموعه شرکت‌های وابسته به این هلدینگ و از سوی دیگر شکل‌گیری شرکت تخصصی سلامت، موجب توسعه روابط و مشارکت‌های مؤسسه و گروه دارویی برکت شده است.
برخی محورها و عناوین این همکاری‌ها عبارتند از:
- مشارکت در ایجاد صندوق سید فاند سلامت (با پرشین داروی البرز)
- مشارکت در سرمایه‌گذاری در داروهای نوترکیب
- مشارکت در سرمایه‌گذاری اولیه برای راه‌اندازی پلتفرم توزیع محصولات حوزه سلامت (داروهای OTC، تجهیزات پزشکی و مکمل‌ها)
- مشارکت در راه‌اندازی کوورک تخصصی حوزه سلامت در تولید دارو
- استفاده از ظرفیت شهرک دارویی برکت برای توسعه کسب‌وکارها[۲۴]

## سرمایه‌گذاری‌ها

### افتتاح نخستین کارخانه تولید آلومینای ذوبی در ایران
به گزارش خبرگزاری دولتی ایرنا، نخستین کارخانه تمام‌ایرانی دانش بنیان تولید آلومینای آلفا با استفاده از کوره‌های ویژه ذوب ۲۰۵۰ درجه‌ای، دستیابی به دانش تولید ماده نسوز و سابنده آلومینا که فقط در اختیار چند کشور دنیا می‌باشد در ساوه به بهره‌برداری رسید. این کارخانه با سرمایه‌گذاری شرکت «معنا معدن نوآوری اندیشه»، یکی از شرکت‌های زیر مجموعه مؤسسه دانش‌بنیان برکت به عنوان اولین شرکت دانش بنیان و سرمایه‌گذار خطر پذیر در حوزهٔ تخصصی معدن می‌باشد، احداث شده است.

### نخستین استارتاپ بورسی ایران
شرکت پیشگامان فن آوری و دانش آرامیس (تپسی) با سرمایه‌گذاری سهامداران جدید خود از جمله؛ شرکت بورسی راستین ارزش سپهر (از شرکت‌های زیرمجموعه مؤسسه دانش‌بنیان برکت)، توانست به عنوان اولین شرکت استارتاپی ایران وارد بازار فرابورس شود. عیسی زارع‌پور (وزیر ارتباطات و فناوری اطلاعات ایران) با اعلام این خبر گفت: پس از سال‌ها، دولت سیزدهم به وعده ورود استارت‌آپ‌ها به بازار سرمایه جامه عمل پوشاند و شرکت تپسی نخستین شرکتی خواهد بود که نام آن بر تابلوی فرابورس نقش خواهد بست.

## مدیران
مدیر عامل این موسسه از سوی رئیس ستاد اجرایی فرمان امام منصوب می شود. در ۲۸ مرداد ۱۴۰۴ «علیرضا خاکدامن» به عنوان مدیرعامل و عضو هیئت مدیره موسسه دانش‌بنیان برکت منصوب شد. خاکدامن، فارغ‌التحصیل مهندسی مکانیک دانشگاه صنعتی شریف و دکتری مدیریت تکنولوژی دانشگاه تهران است و از مهم‌ترین سوابق او می‌توان به مدیرکل حوزه ریاست معاونت علمی، فناوری و اقتصاد دانش‌بنیان رئیس جمهور، معاون ستاد زیست فناوری و عضویت در هیات مدیره چند شرکت و صندوق دانش‌بنیان اشاره کرد. محمدجواد احمدپور مدیرعامل قبلی این موسسه است.